# Gerard de Lairesse

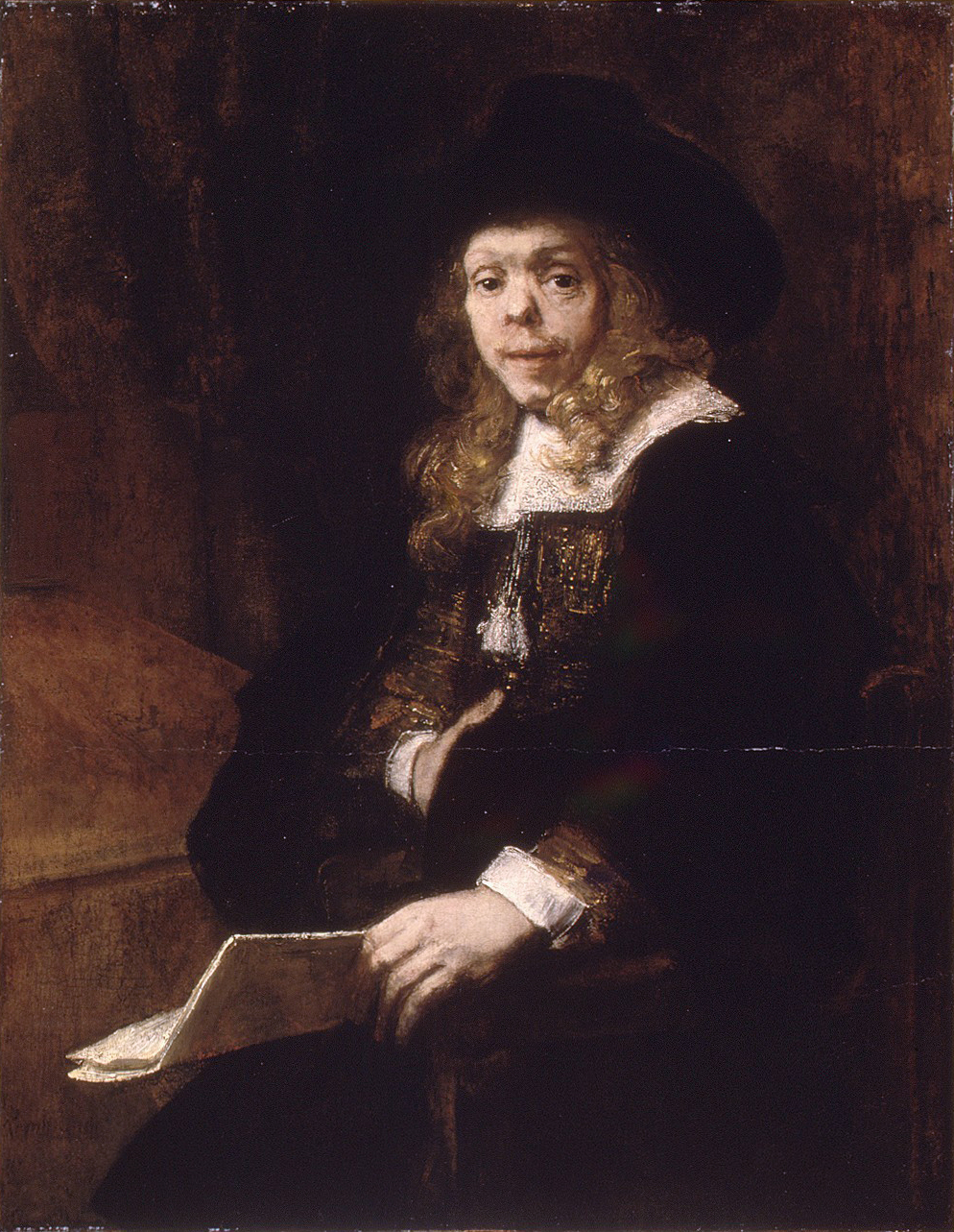
Gerard de Lairesse, porträtiert von Rembrandt van Rijn

Gerard de Lairesse (* 11. September 1640 oder 1641 in Lüttich; † vor 28. Juni 1711 in Amsterdam) war ein niederländischer Maler, Radierer und Mezzotintostecher.

## Leben
De Lairesse war zunächst Schüler seines Vaters Renier de Lairesse (um 1597–1667) und ab 1655 von Bertholet Flémal. Nach der Rückkehr seines ältesten Bruders aus Italien entnahm er künstlerische Anleitungen aus einem Buch von Cesare Ripa. Seine ersten Aufträge erhielt er in Köln von Kurfürst Maximilian Heinrich von Bayern, der auch Fürstbischof von Lüttich war. 1664 floh er nach einer Auseinandersetzung, bei der er an der Nase verletzt wurde, nach Maastricht. In Navagne bei Maastricht heiratete er seine Cousine Marie Selme. Er zog nach Utrecht und dann nach Amsterdam, nachdem der Kunsthändler Gerrit van Uylenburgh (um 1625–1679) sein Talent entdeckt hatte. Hier arbeitete er sich nach anfänglichen Schwierigkeiten zu einem respektierten Künstler empor.
Er strebte nach einem sich an die Antike und an Nicolas Poussin anlehnenden Schönheitsideal, ohne die niederländischen Formen und Farben aufgeben zu können. Dadurch erhielten seine Schöpfungen einen manierierten Charakter. Seine Bilder sind im Silberton gemalt. Er malte jede Woche nach einem Modell. Seine Hauptwerke sind in Amsterdam, Schleißheim, Kassel und im Louvre ausgestellt. Bedeutende Deckenfresken zieren die Ausstattung des Den Haager Friedenspalastes, welche sich vormals im Besitz des Amsterdamer Regenten Andries de Graeff befanden.
Als Mann von Bildung liebte er mythologische und allegorische Motive. Seit 1690 erblindet, sammelte er eine Malergesellschaft um sich, der er seine Ideen diktierte, die dann von seinem Sohn gesammelt, mit einer Menge von Kupferstichen begleitet und nach seinem am 11. Juni 1711 erfolgten Tod in zwei Bänden herausgegeben wurden unter dem Titel: Het groot schilderboek (Amsterdam 1707, 2. Ausg. 1712). Das Werk wurde ins Deutsche (Nürnberg 1728, 3 Bde.; 3. Aufl. 1800), Französische (Paris 1786, 2 Bde.) und Englische übersetzt und übte durch die Einführung in allen öffentlichen Kunstschulen einen großen Einfluss auf die Kunstrichtung des 18. Jahrhunderts aus.

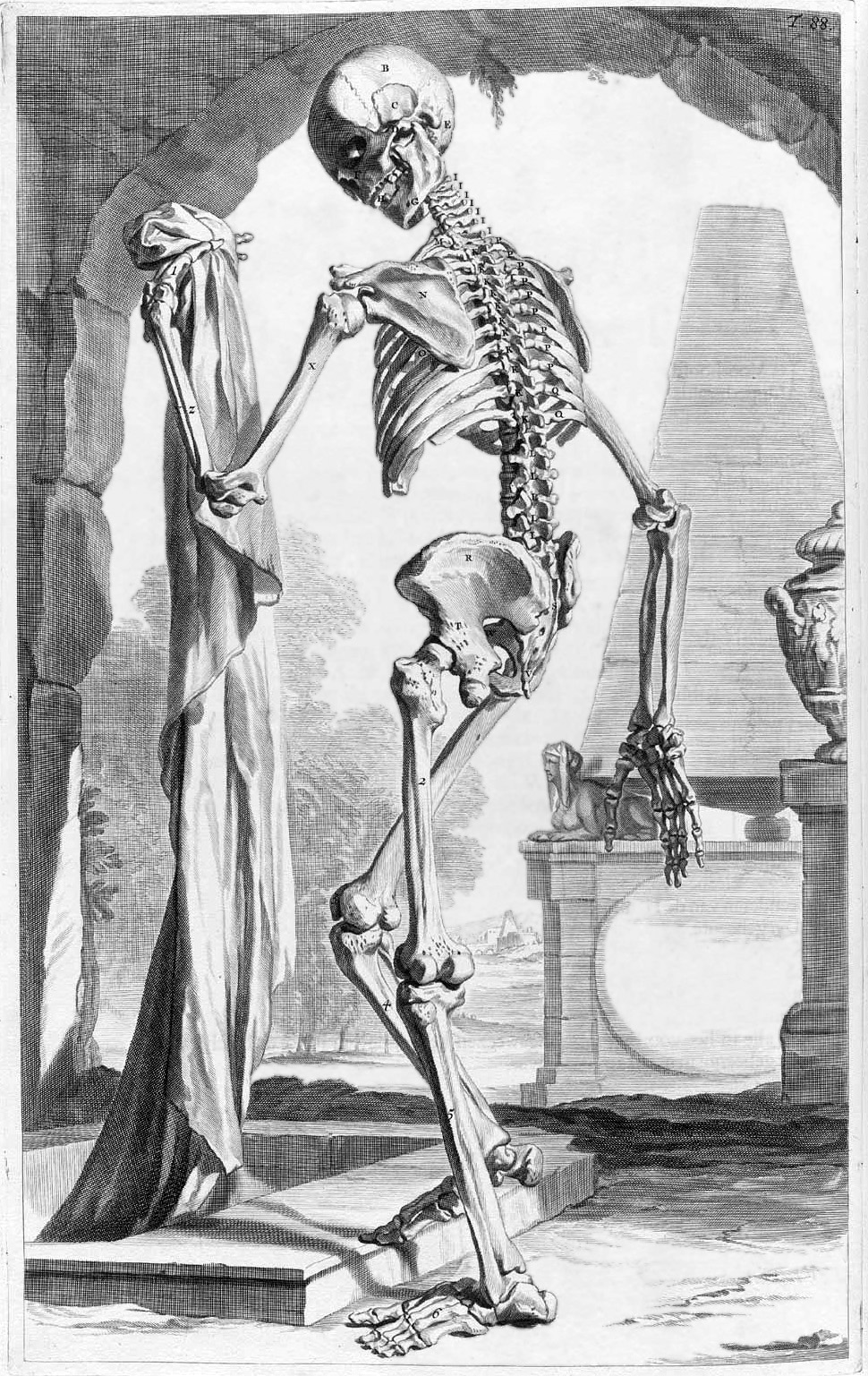
Eine der Bildtafeln in Ontleding des menschlyken lichaams

Für Govard Bidloos 1685 veröffentlichten anatomischen Atlas mit dem Titel Ontleding des menschlyken lichaams (lateinisch: Anatomia Humani Corporis; zu Deutsch: Anatomie des menschlichen Körpers) illustrierte de Lairesse 105 Bildtafeln. Er bemalte die Außentür des Theatrum Anatomicum in der Waag mit einem Skelett.
In Amsterdam-Süd ist eine Straße nach ihm benannt (De Lairessestraat).